# François Marty
François Marty (Vaureilles, Aveyron, 18 de mayo de 1904 - Villefranche-de-Rouergue, Aveyron, 16 de febrero de 1994) fue un clérigo católico francés que fue cardenal-arzobispo de París.

## Biografía
Nació en el pueblo de Pachins, cerca de Vaureilles (Aveyron), en el seno de una piadosa familia de agricultores. En 1917 ingresó en el seminario menor de Villefranche-de-Rouergue. En 1923, después de una peregrinación a Lourdes con su padre, decidió ingresar en el seminario mayor.
El obispo de Rodez lo ordenó sacerdote el 28 de junio de 1930 en su catedral. En julio de 1932 fue nombrado vicario en Villefranche-de-Rouergue y luego, en 1933, en la parroquia de Saint-Amans en Rodez. De 1939 a 1940 estuvo movilizado. A su regreso, se convirtió en párroco de Bournazel y luego, en 1943, en Rieupeyroux. En 1948, se convirtió en arcipreste de Millau y tres años después fue vicario general de la diócesis de Rodez.
El 6 de febrero de 1952 fue nombrado obispo de Saint-Flour. Fue monseñor Marcel-Marie Dubois, obispo de Rodez, quien lo consagró obispo el 1 de mayo de 1952. El 14 de diciembre de 1959 fue nombrado coadjutor del arzobispo de Reims, Louis-Augustin Marmottin. Recibe el título de Arzobispo de Emesa. A la muerte de Mons. Marmottin el 9 de mayo de 1960, lo sucedió como arzobispo de Reims. Fue allí, el 17 de julio de 1962, donde recibió al general de Gaulle y al canciller alemán Konrad Adenauer durante un encuentro por la paz entre los dos países. En 1965 fue nombrado prelado de la Misión de Francia.
Durante el Concilio Vaticano II desempeñó un papel importante en la Comisión sobre la disciplina del clero, quien realizó un excelente trabajo, dentro del que fue relator de la Primera Subcomisión, encargada de redactar el capítulo I del decreto (De vitae sacerdotalis perfectione), y presentó el esquema en el aula ante los padres concilires.

Escudo de armas como cardenal y arzobispo de Paris.

El 26 de marzo de 1968 se convirtió en arzobispo de París. Fue ordenado cardenal por el papa Pablo VI en el consistorio del 28 de abril de 1969 con el título de cardenal-presbítero de Saint-Louis-des-Français. Entonces tuvo que hacer frente al período de colapso de la práctica católica que comenzó después de 1965 y continuó a lo largo de los años setenta y ochenta. En 1970, celebró una misa en Notre-Dame de París en homenaje al general de Gaulle, después de su muerte, en presencia del Presidente de la República Georges Pompidou, el gobierno y los jefes de Estado extranjeros. 
En diciembre de 1970 se pronunció sobre el proceso de Burgos que se estaba celebrando en la España franquista contra dieciséis presuntos miembros de ETA, entre ellos dos sacerdotes, y que podían ser condenados a muerte por el tribunal militar que los juzgaba. Marty dijo que no se estaban respetando los derechos humanos y que, por tanto, no se trataba de pedir clemencia, como acababa de hacer la Conferencia Episcopal Española, sino de exigir justicia.
En 1971, fue a Jerusalén. En 1980, recibió al Papa Juan Pablo II en una visita apostólica a Francia por primera vez, como pontífice. Se despidió de París el 31 de enero de 1981. Le sucedió el cardenal Jean-Marie Lustiger.
El 28 de febrero de 1981 se retiró a Aveyron, a Monteils en el convento de los dominicos. En 1994 murió trágicamente, atropellado por un tren, en un paso a nivel, en el Citroën 2CV que los católicos de París le habían ofrecido por su partida y sobre el que luego habría declarado «me llevará al paraíso».